# Saint-Silvain-Montaigut
Saint-Silvain-Montaigut – miejscowość i gmina we Francji, w regionie Nowa Akwitania, w departamencie Creuse.
Według danych na rok 1990 gminę zamieszkiwało 198 osób, a gęstość zaludnienia wynosiła 21 osób/km² (wśród 747 gmin Limousin Saint-Silvain-Montaigut plasuje się na 433. miejscu pod względem liczby ludności, natomiast pod względem powierzchni na miejscu 568.).